# 강희 (1954년)
강희(본명: 강명자, 1954년 6월 2일 ~ )는 대한민국의 영화 배우이다.

## 생애
- 1979년 첫 영화 데뷔하였다.

## 출연작

### 영화
- 1981년 《장마》
- 1981년 《두 아들》
- 1981년 《초대받은 사람들》
- 1981년 《도시로 간 처녀》
- 1982년 《저녁에 우는 새》
- 1982년 《삐에로의 국화》
- 1983년 《일송정 푸른 솔은》
- 1984년 《내가 마지막 본 흥남》... 일꾼 2 역
- 1985년 《밤의 열기 속으로》
- 1986년 《아빠가 남기고 간 훈장》
- 1986년 《허튼소리》
- 1987년 《달래네 보슬이》
- 1987년 《학창 보고서》
- 1988년 《사방지》... 종손 역
- 1989년 《우리들의 친구 파워 5》
- 1989년 《상처》
- 1989년 《달아난 말》
- 1989년 《단단한 놈》
- 1989년 《며느리 밥풀꽃에 대한 보고서》
- 1989년 《매매꾼》
- 1989년 《그 후로 오랫동안》
- 1989년 《오색의 전방》... 아낙 4 역
- 1990년 《파행》
- 1990년 《코리안 커넥션》... 아내 역
- 1990년 《미친 사랑의 노래》
- 1990년 《고금소총 2》
- 1990년 《타악기의 계절》
- 1990년 《동춘별곡》
- 1990년 《서울 통화중》... 조바 2 역
- 1990년 《그들도 우리처럼》... 주방 아줌마 역
- 1991년 《예수천당》... 동수 모 역
- 1991년 《후리꾼》
- 1991년 《수잔 브링크의 아리랑》
- 1991년 《은마는 오지 않는다》... 마을 아낙 2 역
- 1991년 《갈마》... 동네 아낙 2 역
- 1991년 《용소야》
- 1991년 《비너스 여름시》
- 1992년 《서글픈 사랑의 시작》... 아산댁 역
- 1992년 《시비시비》... 동촌 아낙 역
- 1992년 《공룡 선생》... 동주 모 역
- 1992년 《우리들의 일그러진 영웅》... 상가집 아낙 역
- 1992년 《영구와 흡혈귀 드라큐라》... 마을 사람들 역
- 1992년 《원색의 청춘》... 미림 모 역
- 1992년 《미스터 맘마》... 보모 을 역
- 1992년 《가슴에 돋는 칼로 슬픔을 자르고》... 창녀 역
- 1993년 《뽕띠》
- 1993년 《마당쇠와 언년이》
- 1994년 《거꾸로 가는 여자》
- 1994년 《우연한 여행》
- 1994년 《태백산맥》
- 1995년 《영원한 제국》... 승헌 처 역
- 1995년 《애마와 백수건달》... 가오 역
- 1995년 《소낙비》
- 1995년 《애마와 변강쇠》... 아낙 역
- 1996년 《돼지가 우물에 빠진 날》... 민재집 주인 역
- 1996년 《축제》
- 1997년 《창》
- 1998년 《퇴마록》... 함바집 아줌마 역
- 1999년 《루트 7》... 횟집 여자 역
- 1999년 《인정사정 볼 것 없다》
- 2000년 《춘향뎐》... 아낙 역
- 2000년 《죽거나 혹은 나쁘거나》... 성빈 모 역
- 2001년 《이유 없는 반항》... 경찰 부인 역
- 2002년 《턴 잇 업》... 상훈 모 역
- 2003년 《조폭 마누라 2 - 돌아온 전설》... 과일가게 손님 역
- 2003년 《란의 연가》... 외숙모 역
- 2006년 《가을로》... 불영사 식당 주인 역